# Alphabet d'enseignement initial
L'alphabet d'enseignement initial, en anglais Initial Teaching Alphabet ou ITA (aussi appelé Augmented Roman Alphabet ou Augmented Roman) est une variante de l'alphabet latin développée par James Pitman (en) (le petit-fils d’Isaac Pitman) au début des années 1960.  Il était destiné à l'enseignement des enfants anglophones à lire, et non à remplacer l'orthographe anglaise traditionnelle.

## Détails
Initialement il comprenait 43 symboles, étendu à 44, puis 45. Il utilise des ligatures et non des digrammes. Chaque caractère représente un phonème surtout (y compris pour les consonnes affriquées et les diphtongues). Un problème est que la prononciation de la langue anglaise varie d'un endroit à un autre.
Chaque lettre a un nom.  Le tableau de dessous montre chacune des 44 lettres, la valeur phonétique dans API, et un mot de l'anglais qui contient ce son.

Les caractères de l'ITA (avec les caractères de l'API)

L'espérance était que pour les enfants il serait plus facile à apprendre à lire puisque l'alphabet d'enseignement initial est plus phonétique que l'orthographe anglaise traditionnelle. Il était destiné à l'enseignement puis il est devenu une méthode phonétique. Il est tombé en désuétude, mais il reste parfois un sujet de discussion dans la réforme de l'orthographe anglaise.
Ronald Kingsley Read (en) a développé un autre alphabet phonétique pour l’apprentissage de la lecture et écriture, le Sound-Spell, inspiré par l’ITA.

## Référence
- (en) Cet article est partiellement ou en totalité issu de l’article de Wikipédia en anglais intitulé « Initial Teaching Alphabet » (voir la liste des auteurs).

### Sources
- (en) Nazru Deen, A critical investigation of the i.t.a.: rationale and research findings (thèse de master), University of Ottawa, 1976 (DOI 10.20381/ruor-9251, hdl 10393/22054, lire en ligne)
- (en) John A. Downing, « The Augmented Roman Alphabet for Learning to Read », The Reading Teacher, vol. 16, no 5,‎ 1963, p. 325–336 (JSTOR 20197649)
- (en) John A. Downing, The Initial Teaching Alphabet, explained and illustrated, New York, Macmillan, 1964 (lire en ligne)
- (en) John Downing et William Latham, Evaluating the Initial Teaching Alphabet: A study of the influence of English orthography in learning to read and write, London, Cassell, 1967
- (en) N. J Georgiades, The Initial Teaching Alphabet in remedial reading groups: an experiment, London, The University of London Institute of Education, 1969 (lire en ligne)
- (en) I. J. Pitman, « Learning to read: an experiment », Journal of the Royal Society of Arts, vol. 109, no 5055,‎ février 1961, p. 149-180 (JSTOR 41366845)
- (en) James Pitman et John St. John, Alphabets and Reading: The Initial Teaching Alphabet, Sir James Pitman and Sons Ltd., 1969 (lire en ligne)
- (en) Kingsley Read, « The Sound-Spell, an alphabet and a policy », Icographic, no 9,‎ 1975, p. 10-13 (lire en ligne)
- (en) Juliet Shen, Of what consequence, design? : an evaluation of how the Initial Teaching Alphabet was designed, 2016 (lire en ligne)
- (en) Vera Southgate, « Augmented Roman Alphabet experiment: an outsider’s report », Educational Review, vol. 16, no 1,‎ 1963, p. 32-41 (DOI 10.1080/0013191630160104)